# FK Moskau
Der FK Moskau (russisch Футбольный клуб Москва, Futbolny Klub Moskwa) war ein Fußballverein aus der russischen Hauptstadt Moskau. Er spielte von 2001 bis 2009 in der Premjer-Liga.
Der Verein trug seine Heimspiele im Eduard-Strelzow-Stadion aus.

## Geschichte
Der Klub wurde 1997 gegründet und trug folgende Namen:
- Torpedo-SIL (1997–2002)
- Torpedo Metallurg (2003–2004)
- FK Moskau (seit 2004)

Der Verein wurde vom SIL-Automobilkonzern als Torpedo gegründet, nachdem dieser Konzern Anfang der 1990er-Jahre seine gleichnamige und heute immer noch den Namen Torpedo Moskau tragende Mannschaft verkauft hatte. Daher gab es bis 2004 zwei Moskauer Mannschaften in der Premjer-Liga mit dem Namen Torpedo, zu unterscheiden nur durch den Namenszusatz SIL bzw. Metallurg. 2003 verkaufte SIL die Mannschaft an einen Metallkonzern, so dass der Namenszusatz SIL durch Metallurg ersetzt wurde. Nach einem erneuten Verkauf, diesmal an die Stadt Moskau, wurde die Mannschaft im Sommer 2004 schließlich zu FK Moskau.
Zur Saison 2010 zog sich der Verein auf Grund fehlender Finanzmittel aus der obersten russischen Liga zurück. Am 28. Dezember 2010 wurde die Auflösung des Clubs bekannt gegeben.

## Ligen und Platzierungen
Russland:
(grün = Höchste Spielstufe (Premjer-Liga), gelb = 2.-höchste Spielstufe (1. Division), pink = 3.-höchste Spielstufe (2. Division); rot = 4.-höchste Spielstufe (3. Liga); * 3. Zone 3 der 3. Liga, 1. Play-Off um Einzug in neue 2. Division)

## Trainer
- Sergei Petrenko (1997–1998)
- Boris Ignatjew (1998–2000)
- Jewhen Kutscherewskyj (2000–2001)
- Wadim Nikonow (2001–2002)
- Sjarhej Alejnikau (2003)
- Walentin Iwanow (2003)
- Waleri Petrakow (2004–2005)
- Leonid Sluzki (2005–2007)
- Oleh Blochin (2007–2008)
- Miodrag Božović (2009–2010)
- Nikolai Wassiljew (2010)